# 제설차

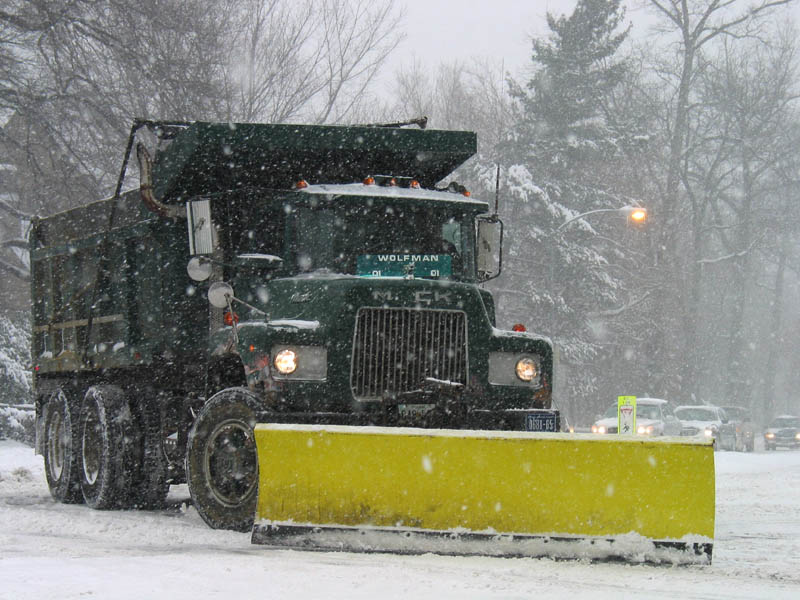
제설차

제설차(除雪車, snow removal vehicle or winter service vehicle, WSV)는 눈을 치우는 차량을 말한다. 제설만을 위해 만들어진 차량뿐만 아니라 제설기를 장착한 트럭이나 트랙터, SUV를 가리키기도 한다. 주로 도로에서, 눈을 옆으로 밀어내어 제거한다.
제설차는 차량에 장착하기 위한 장치로, 일반적으로 운송 목적으로 사용되는 실외 표면에서 눈과 얼음을 제거하는 데 사용된다. 픽업 트럭과 프런트 엔드 로더에 이러한 목적을 달성하기 위한 부착 장치가 장착되어 있는 경우도 있다. 눈이 자주 내리지 않는 일부 지역에서는 그레이더를 사용하여 거리에 쌓인 눈과 얼음을 제거할 수 있다. 제설기는 철로를 청소하기 위해 철도 차량이나 기관차에 장착할 수도 있다.

## 같이 보기
- 모터그레이더
- 로터리 제설차